# Metal y melancolía
Metal y melancolía (título original: Metaal en melancholie) es una película documental neerlandesa de 1993 dirigida por la directora Heddy Honigmann y filmada en Lima, capital del Perú, entre 1992 y 1993. Es el primer documental de la cineasta peruano-neerlandesa luego de haberse dedicado 15 años al cine de ficción.

## Argumento
Conducir un taxi en Perú casi siempre es un segundo trabajo. A comienzos de la década de los noventa, en medio de la superación de la crisis económica del primer gobierno de Alan García, el Perú sufrió por la alta inflación, la alta corrupción y la violencia política de Sendero Luminoso, una organización terrorista. 
La clase media la pasaba mal debido a los bajos salarios y el desempleo; por ese motivo, muchos convirtieron sus coches en taxis esperando conseguir un ingreso extra. En su película, Heddy Honigmann, acompañada por un camarógrafo y un sonidista, es conducida por un profesor, un funcionario del Poder Judicial, un actor y una policía. Todos ellos cuentan historias sobre su vida y su automóvil (que, en algunos casos, se encontraba en condiciones deplorables), pero también sobre su situación financiera, sus relaciones y las penas pequeñas y no tan pequeñas que tienen en sus vidas.
Durante el documental, la directora también filmó a un niño de doce años, que orgullosamente se presenta como un "hombre de negocios"; esto resalta las otras alternativas de trabajo ante la crisis económica exponiendo incluso a niños. También, durante un viaje en taxi, se lee en la radio la noticia de la condena a cadena perpetua del líder de Sendero Luminoso, Abimael Guzmán, dictada en 1992 poco después de su captura.

## Origen del título
El título del documental nace de uno de los testimonios del actor y taxista Jorge Rodríguez Paz:

Un poeta español dijo que el Perú está hecho de metal y melancolía. Metal, porque el sufrimiento y la pobreza se endurecen como el metal; Melancolía, porque nosotros también somos suaves y tenemos nostalgia del pasado.

## Reconocimientos y premios
- Cinéma du Réel (París)
  - Premio Grand Prix (1994)[10]

- Yamagata International Documentary Film Festival
  - Premio del Alcalde (1995)[10]

- Amsterdam Art Fund
  - Premio Johnny Jordaan (1994)[11]

- Leipzig Film Festival
  - Golden Dove y Premio Mercedes-Benz (1994)[11]

- Festival dei Popoli (Florencia)
  - Mejor documental etnográfico (1994)[12]

## Recepción
Metal y melancolía recibió críticas positivas de los críticos de cine. En el portal de internet Filmaffinity, la película obtuvo un índice de 7,6/10, basada en 52 votos. En IMDb tiene una puntuación de 8/10 basada en 128 votos de los usuarios.